# الدوري المكسيكي الممتاز 1964–65
الدوري المكسيكي الممتاز 1964-65 (بالإسبانية: Primera División de México 1964-65)‏ هو الموسم 22 من الدوري المكسيكي الممتاز. أقيم خلال الفترة 6 يونيو 1964 وحتى 27 ديسمبر 1964، وأشرف على تنظيمه اتحاد المكسيك لكرة القدم، وكان عدد الأندية المشاركة فيه 16، وفاز فيه نادي غوادالاخارا.